# آزی-سور-آندر
آزی-سور-آندر (به فرانسوی: Azay-sur-Indre) یک کمون در فرانسه است که در اندر-ا-لوآر واقع شده‌است. آزی-سور-آندر ۱۳٫۸۹ کیلومتر مربع مساحت دارد.